# Deutsches Meisterschaftsrudern 1989
Das 100. Deutsche Meisterschaftsrudern wurde 1989 in München ausgetragen. Wie bereits im Vorjahr wurden Medaillen in 22 Bootsklassen vergeben, davon 14 bei den Männern und 8 bei den Frauen. Bei den Frauen wurde der Leichtgewichts-Vierer nunmehr ohne Steuerfrau ausgetragen.

## Medaillengewinner

### Männer
| Bootsklasse                           | Gold | Silber | Bronze |
| ------------------------------------- | --- | --- | --- |
| Einer                                 | Christian Händle (RC Karlstadt 1928) | Georg Agrikola (RV Rhenania Germersheim) | Thomas Schröpfer (RG München 1972) |
| Doppelzweier                          | Rgm. IGOR Offenbach / RK Normannia Braunschweig Oliver Grüner Hartmut Reinke | Rgm. RTHC Bayer Leverkusen / RV Saar Undine Andreas Schmelz Armin Weyrauch | RC Favorite Hammonia Jens Külper Mark Schreyer |
| Zweier ohne Steuermann                | Rgm. RC Hansa von 1898 / RV Blankenstein Armin Eichholz Bahne Rabe | Rgm. Würzburger RG Bayern / Münchener RSV Bayern von 1910 Michael Twittmann Markus Vogt | Rgm. Hannoverscher RC von 1880 / Deutscher RC von 1884 Gunther Sack Frank Richter |
| Zweier mit Steuermann                 | Rgm. RC Hansa von 1898 / RV Blankenstein / RC Tegel 1886 Armin Eichholz Bahne Rabe Manfred Klein (Stm.) | Rgm. Steeler RV / ETuF Essen Jochen Berger Volker Zimmnau Martin Ruppel (Stm.) | Rgm. RC Neptun Neckarelz / Karlsruher RV Wiking / Berliner RC Stefan Ebser Paul Wolfensberger Thomas Alt (Stm.) |
| Doppelvierer                          | Rgm. WSV Meppen / Ueberlinger RC Bodan / Steeler RV Christoph Mertens Michael Steinbach Christoph Maier Christian Mattheis | Rgm. Würzburger RG Bayern / RG München 1972 / RK Normannia Braunschweig / IGOR Offenbach Hartmut Reinke Oliver Grüner Dirk Fischer Birger Kruse | Rgm. Würzburger RG Bayern / RC Zellingen / WSV Meppen / RC Karlstadt 1928 Rudolf Satzinger Jürgen Fischer Christian Händle Alwin Otten |
| Vierer ohne Steuermann                | Rgm. RC Hansa von 1898 / Würzburger RG Bayern Mark Mauerwerk Jörg Puttlitz Norbert Keßlau Frank Dietrich | Berliner RC Golo Geißler Ralf Reinders Karsten Finger Wolfgang Siegert | Rgm. Würzburger RG Bayern / Würzburger RV von 1875 Dirk Bangert Stefan Glos Frank Stöcker Dieter Sator |
| Vierer mit Steuermann                 | Rgm. Hannoverscher RC von 1880 / TVK Essen / Mainzer RV von 1878 / RV Dorsten / RC Tegel 1886 Martin Steffes-Mies Dirk Balster Ansgar Wessling Roland Baar Manfred Klein (Stm.) | Rgm. RC Hansa von 1898 / RV Dorsten / Bonner RG Heiner Schwaeppe Wolfgang Klapheck Andreas Lütkefels Christoph Korte Guido Groß (Stm.) | Rgm. RC Nassovia Höchst / Frankfurter RG Borussia / Mainzer RG 1898 / Berliner RC Oliver Gondolf Uwe Büsgen Holger Guckes Gunther Gailing Thomas Alt (Stm.) |
| Achter                                | Rgm. RC Hansa von 1898 / TV 1877 Essen-Kupferdreh / RV Dorsten / Mainzer RV von 1878 / Hannoverscher RC von 1880 / Würzburger RG Bayern / RC Tegel 1886 Jörg Puttlitz Norbert Keßlau Martin Steffes-Mies Dirk Balster Frank Dietrich Mark Mauerwerk Ansgar Wessling Roland Baar Manfred Klein (Stm.) | Rgm. RC Hansa von 1898 / Berliner RK Brandenburgia / RV Rauxel / Bonner RG / RV Dorsten Wolfgang Klapheck Heiner Schwaeppe Thomas Domian Wolfgang Maennig Matthias Mellinghaus Eckhard Schultz Andreas Lütkefels Christoph Korte Guido Groß (Stm.)                                                                      | Rgm. RC Hansa von 1898 / RRG Mülheim / RV Dorsten / RG Benrath / ARV Westfalen Münster / RC Mark Wetter / RV Emscher Claas-Peter Fischer Sebastian Schönbrodt Jürgen Hecht Matthias Siejkowski Wessel Völcker Thorsten Streppelhoff Matthias Ungemach Martin Kiefer Sebastian Polus (Stm.) |
| Leichtgewichts-Einer                  | Björn Gehlsen (Lübecker RK) | Alwin Otten (WSV Meppen) | Roland Ehrenfels (Ludwigshafener RV von 1878) |
| Leichtgewichts-Doppelzweier           | Rgm. Duisburger RV / Lübecker RG von 1885 Jürgen-Matthias Seeler Carsten Krüger | Rgm. RC Westfalen Herdecke / RG Ghibellinia Waiblingen Dirk Habermann Norbert Schmid | Rgm. RC Grenzach / Rotenburger RV Jan Fischer Thomas Melges |
| Leichtgewichts-Zweier ohne Steuermann | Rgm. RC Nassovia Höchst / Mainzer RG 1898 Udo Hennig Detlef Glitsch | RG Hansa Hamburg Ingo Grevemeyer Sebastian Franke | Bremer RV von 1882 Gerd Meyer Jörn Ehmke |
| Leichtgewichts-Doppelvierer           | Rgm. RG München 1972 / Wormser RC Blau-Weiß / Rotenburger RV / RC Grenzach Albert Bauer Peter Uhrig Jan Fischer Thomas Melges | Rgm. RC Grenzach / Lübecker RK / RC Westfalen Herdecke / RG Ghibellinia Waiblingen Volker Melges Dirk Habermann Norbert Schmid Björn Gehlsen | Rgm. Karlsruher RV Wiking / Duisburger RV / Lübecker RG von 1885 / Ludwigshafener RV von 1878 Jörg Bauer Michael Schöttler Jürgen-Matthias Seeler Carsten Krüger |
| Leichtgewichts-Vierer ohne Steuermann | Rgm. RC Germania Düsseldorf / RK am Wannsee Berlin / WSV Honnef Klaus Altena Stephan Fahrig Michael Buchheit Bernhard Stomporowski | Rgm. Bonner RG / Siegburger RV 1910 / Ludwigshafener RV von 1878 / Lübecker RG von 1885 Bert Bauer Malte-Tobias Wittek Wolfgang Stöcker Michael Kobor | Rgm. RV Emscher / RC Hansa von 1898 / RTHC Bayer Leverkusen / Siegburger RV 1910 Karsten Horstmann Thomas Palm Felix Prinz Erik Ring |
| Leichtgewichts-Achter                 | Rgm. Karlsruher RV Wiking / RC Hansa von 1898 / RC Nassovia Höchst / Mainzer RG 1898 / RG Hansa Hamburg / RTHC Bayer Leverkusen / Siegburger RV / WSV Honnef Alexander Trautmann Felix Prinz Detlev Glitsch Udo Hennig Ingo Grevemeyer Sebastian Franke Thomas Palm Erik Ring Jörg Dederding (Stm.)  | Rgm. RC Germania Düsseldorf / Lübecker RG von 1885 / Siegburger RV / WSV Honnef / Ludwigshafener RV von 1878 / RK am Wannsee Berlin / Bonner RG / IGOR Offenbach Wolfgang Stöcker Bert Bauer Malte-Tobias Wittek Klaus Altena Michael Kobor Stephan Fahrig Michael Buchheit Bernhard Stomporowski Thorsten Kreis (Stm.) | Rgm. Karlsruher RV Wiking / Neusser RV / Hannoverscher RC von 1880 / RG Wiesbaden-Biebrich 1888 Johannes Ortlepp Rüdiger Bastian Paul Schmidt Steffen Hort Markus Königshofen Peter Stoffels Dirk Große-Loheide Steffen Baar Jürgen Volz (Stm.)                                            |

### Frauen
| Bootsklasse                           | Gold | Silber | Bronze |
| ------------------------------------- | --- | --- | --- |
| Einer                                 | Titie Jordache (Regensburger RV von 1898) | Claudia Haßmann (Hannoverscher RC von 1880)                                                                                  | Ruth Kaps (Gießener RC Hassia) |
| Doppelzweier                          | Rgm. Kölner RV von 1877 / Heidelberger RK 1872 Antje Rehaag Martina Kubicki                                                                                            | Rgm. Hanauer RG 1879 / Regensburger RV von 1898 Angela Schuster Titie Jordache                                               | Rgm. Karlsruher RV Wiking / Frauen-RV Freiweg Frankfurt Claudia Gorenflo Bettina Kämpf                                                                                 |
| Zweier ohne Steuerfrau                | Rgm. RC Hansa von 1898 / Osnabrücker RV Ingeburg Althoff Stefani Werremeier                                                                                            | RRG Mülheim Kirsten Meyer Anke Meyer                                                                                         | Rgm. RK am Baldeneysee Essen / RV Saar Undine Anja Brauckmann Andrea Gerber                                                                                            |
| Doppelvierer                          | Rgm. Kölner RV von 1877 / Heidelberger RK 1872 / Hannoverscher RC von 1880 Heike Grunert Antje Rehaag Claudia Haßmann Martina Kubicki                                  | Rgm. Kölner RV von 1877 / Deutscher RC von 1884 / Gießener RC Hassia Carola Siemers Elke Rammoser Frauke Wagner Ruth Kaps    | Rgm. Ludwigshafener RV von 1878 / RV Saar Undine Saarbrücken / Berliner RC Welle-Poseidon / Frauen-RC Wannsee Berlin Sabine Jurk Andrea Klapheck Heike Neu Beate Brühe |
| Vierer ohne Steuerfrau                | Rgm. Ludwigshafener RV von 1878 / RV Saar Undine Saarbrücken / Berliner RC Welle-Poseidon / Frauen-RC Wannsee Berlin Sabine Jurk Andrea Klapheck Heike Neu Beate Brühe | Rgm. RC Hansa von 1898 / RV Waltrop / Osnabrücker RV Katrin Petersmann Cerstin Petersmann Sylvia Dördelmann Monika Kordhanke | Rgm. RK am Baldeneysee Essen / RV Saar Undine Saarbrücken / RRG Mülheim Anja Brauckmann Andrea Gerber Kirsten Meyer Anke Meyer                                         |
| Leichtgewichts-Einer                  | Angela Schuster (Hanauer RG 1879) | Brigitte Hellmers (Hannoverscher RC von 1880)                                                                                | Dagmar Ludwig (RV Osterholz-Scharmbeck) |
| Leichtgewichts-Doppelzweier           | RV an den Teichwiesen von 1965 Hamburg Christiane Weber Alrun Urbach                                                                                                   | Rgm. Heidelberger RK 1872 / RC Karlstadt 1928 Ute Zobeley Claudia Engels                                                     | Rgm. Karlsruher RV Wiking / RG Treis-Karden 1969 Cornelia Cichy Karin Zobeley                                                                                          |
| Leichtgewichts-Vierer ohne Steuerfrau | Rgm. Heidelberger RK / RC Karlstadt 1928 / RG Treis-Karden 1969 / Karlsruher RV Wiking Claudia Engels Ute Zobeley Cornelia Cichy Karin Zobeley                         | Rgm. RV an den Teichwiesen / Karlsruher RV Wiking Monika Schmid Christiane Weber Alrun Urbach Karin Bender                   | Rgm. RV Bochum von 1920 / Frauen-RV Freiweg Frankfurt / RG Wiesbaden-Biebrich 1888 Susanne Borg Corinna Hagemann Stefanie Folle Petra Nieder                           |